# EXeem
Az eXeem egy peer-to-peer fájlcserélő kliens, amely a BitTorrent protokollra épül. Célja az, hogy kiváltsa a központosított BitTorrent trackereket (ezek olyan szerverek, amelyek a metadata áramlását koordinálják a BitTorrent hálózaton). Azt hihetnénk, hogy az eXeem jelentősége különösen megnőtt, mióta a közelmúltban több nagy trackert is megszüntettek (elsősorban az MPAA nyomására). A fejlesztés azonban kudarcba fulladt, a hálózatot 2005 végén leállították.
Az eXeemet Microsoft Visual Basicben írták.

## Áttekintés
Az eXeem a Swarm Systems Inc. terméke. A cég központja egy karibi sziget, Saint Kitts és Nevis. A Swarm Systems Slonceket (polgári nevén Andrej Prestont), a Suprnova.org alapítóját alkalmazza szóvivőként és az eXeem „arcaként”. Mielőtt a nyilvános béta változat megjelent 2005. január 21-én, a Suprnova.org ötezer kiválasztott felhasználója vett részt egy házon belüli tesztelésen.
Néhány az eXeemtől várt (de a cég által meg nem erősített) újdonságok közül:
- On-the-fly („röptébeni”) titkosítás
- Hash alapján való keresés
- QoS
- Fejlett UPnP-támogatás

Megerősített bővítések:
- Felhasználói megjegyzések és pontozási rendszer (de csak a kérdéses fájl letöltése után, a hamis pontozás megakadályozásának érdekében)
- A legkisebb feltöltési sebesség 5 kB/s-ra növelése a notórius fel nem töltők ellen

## Kritikák az eXeemmel kapcsolatban
Nem sokkal az eXeem publikussá tétele (Sloncek leleplezése) után pár kritika érte azt. Ezen kritikák elsősorban az eltérő forráskód típusok összekapcsolása, valamint a termék reklámozási feltételeivel volt kapcsolatos. (Az eredeti BitTorrent specifikáció ugyanis egy nyílt szabványon alapul, így lehetővé teszi a fájlcserélést mindenki számára, valamint hogy megértsék a protokoll specifikációját.)
Ezek voltak az eXeem-et ért kritikák:
- Belső reklámokat tartalmaz (úgy, mint például a Kazaa is). A publikus béta ráadásul tartalmazta a Cydoor nevű adware programot is. Ennek megoldására jött létre az eXeem lite, amely már spyware-mentes. A 0.21-es verziótól a publikus béta is adware-mentes lett.
- Zárt forráskódú, amely éles ellentétben áll az eredeti BitTorrent kliens nyílt specifikációjával, amit az eXeem is használ.
- Kezdetben nincs Linux, vagy Mac verzió (ami rengeteg BitTorrent felhasználót zár ki az eXeem használatából). Harmadik fél nem módosíthatja az eXeem forráskódját, mivel az zárt.
- Egyesek azt feltételezik, hogy az eXeem készítői a RIAA zsebében vannak, és hogy minden egyes eXeemet használó egyén IP címét automatikusan továbbítja, hogy jogi eljárást kezdeményezhessenek ellene.

## Lásd még
- Shareaza
- EXeem Lite